# Puntate di MythBusters (nona stagione)
La nona stagione di MythBusters è stata annunciata dal network Discovery Channel il 16 marzo 2011 ed è stata trasmessa in prima visione negli Stati Uniti d'America da Discovery Channel dal 6 aprile 2011. La serie è terminata il 30 novembre 2011.
| nº | Titolo originale                       | Titolo italiano            | Prima TV USA      | Prima TV Italia |
| -- | -------------------------------------- | -------------------------- | ----------------- | --------------- |
| 1  | Mission Impossible Mask                | -                          | 6 aprile 2011     | -               |
| 2  | Blue Ice                               | Ghiaccio azzurro           | 13 aprile 2011    | -               |
| 3  | Running on Water                       | Correre sull'acqua         | 20 aprile 2011    | -               |
| 4  | Bubble Trouble                         | Problemi di bolle          | 27 aprile 2011    | -               |
| 5  | Torpedo Tastic                         | Siluri Straordinari        | 4 maggio 2011     | -               |
| 6  | Blow Your Own Sail                     | -                          | 11 maggio 2011    | -               |
| 7  | Spy Car 2                              | -                          | 18 maggio 2011    | -               |
| 8  | Dodge a Bullet                         | -                          | 1º giugno 2011    | -               |
| 9  | Fixing a Flat                          | -                          | 8 giugno 2011     | -               |
| 10 | Planes, Trains and Automobiles Special | -                          | 15 giugno 2011    | -               |
| 11 | Let There Be Light                     | E Luce Fu                  | 22 giugno 2011    | -               |
| 12 | Paper Armor                            | Armi di carta              | 29 giugno 2011    | -               |
| 13 | Bikes and Bazookas                     | Biciclette e bazooka       | 28 settembre 2011 | -               |
| 14 | Newton's Crane Cradle                  | -                          | 5 ottobre 2011    | -               |
| 15 | Walk a Straight Line                   | -                          | 12 ottobre 2011   | -               |
| 16 | Duct Tape Plane                        | -                          | 19 ottobre 2011   | -               |
| 17 | Flying Guillotine                      | -                          | 26 ottobre 2011   | -               |
| 18 | Drain Disaster                         | -                          | 2 novembre 2011   | -               |
| 19 | Location, Location, Location           | -                          | 9 novembre 2011   | -               |
| 20 | Wet & Wild                             | -                          | 16 novembre 2011  | -               |
| 21 | Wheel of Mythfortune                   | La Ruota della Mythfortuna | 23 novembre 2011  | -               |
| 22 | Toilet Bomb                            | Toilette Bomba             | 30 novembre 2011  | -               |

## Mission Impossible Mask
- Titolo originale: Mission Impossible Mask

## Ghiaccio azzurro
- Titolo originale: Blue Ice

## Running on Water
- Titolo originale: Running on Water

## Problemi di bolle
- Titolo originale: Bubble Trouble

## Siluri Straordinari
- Titolo originale: Torpedo Tastic

### Trama
| Titolo                               | Descrizione mito | Esito                  | Spiegazione dell'esito |
| Siluri Straordinari (Torpedo Tastic) | I Siriani, nel XIII secolo, hanno lanciato contro le navi nemiche dei siluri in grado di distruggerle. | Plausibile (Plausible) | Jamie e Adam hanno provato in scala ridotta due tipologie di siluri siriani: una con il fondo a V e l'altra con il fondo piatto, risultato poi efficace. La distanza usata per i test è stata inizialmente di 244m ma il siluro è risultato incontrollabile a causa dell'alta potenza del razzo. Ridotta la distanza a 61m, i MythBusters hanno sperimentato la potenza distruttiva del siluro e il risultato è stato positivo. Il mito, alla fine, è plausibile. |
| Vino Esplosivo (Exploding Wine)      | Un camion, mentre trasportava delle bottiglie di vino, ha preso fuoco e i tappi delle bottiglie di vino sono saltati fino a 30m. Questa particolarità ha fatto pensare che le esplosioni delle bottiglie dessero lo stesso suono di una mitragliatrice. | Sfatato (Busted)       | Il team di costruzione ha cominciato i test prima con delle domande ad un esperto di vini, e in seguito, ad un esperimento che decreterà quale bottiglia, dopo essere stata riscaldata, ha fatto lanciare il tappo più lontano. Ne è emerso che le bottiglie in grado di spedire lontano i tappi se riscaldate sono il riesling (9m) e lo champagne (15m). Nonostante i risultati, seppur avessero creato lo stesso scenario dando fuoco ad un container carico di vino, i 15m di volo del tappo di champagne non sono bastati per raggiungere i 30m. Nonostante il mito sfatato, i ragazzi hanno avuto l'idea di costruire una mitragliatrice "sparatappi", in modo che le bottiglie di vino ruotassero e venissero riscaldate allo stesso momento. |

## Blow Your Own Sail
- Titolo originale: Blow Your Own Sail

## Spy Car 2
- Titolo originale: Spy Car 2

## Dodge a Bullet
- Titolo originale: Dodge a Bullet

## Fixing a Flat
- Titolo originale: Fixing a Flat

## Planes, Trains and Automobiles Special
- Titolo originale: Planes, Trains and Automobiles Special

### Trama
Episodio speciale

## E Luce Fu
- Titolo originale: Let There Be Light

### Trama
| Titolo                         | Descrizione mito | Esito                  | Spiegazione dell'esito |
| E Luce Fu (Let There Be Light) | È possibile illuminare un passaggio sotterraneo attraverso degli specchi che usano il raggio del Sole? Il mito è una scena del film La Mummia. | Plausibile (Plausible) | Prima di tutto, Adam e Jamie hanno costruito nel laboratorio un percorso ad ostacoli per capire quanti lux usano le persone per vedere al buio. Il risultato è stato di 0.39 lux, contro i 200 della scena del film. I MythBusters, intanto, hanno sistemato 6 specchi per valutare l'illuminazione, che poi è stata di 1.13 lux. Vi furono tre test: il primo è stato quello dell'uso del riflettore come sorgente per creare la scia luminosa e il risultato è stato di 2.3 lux. Poi, venne la volta del Sole, con cui la scia luminosa ha avuto il picco di 2.5 lux. Infine è stata la volta di Jamie, con cui la sua camicia bianca ha creato, nella scia luminosa, picchi di addirittura 8.6 lux. Il mito, per causa dell'intensità variabile del raggio solare, è stato dichiarato plausibile ma assurdo, in quanto non si conosce se è possibile usare degli specchi dopo migliaia di anni dal loro ultimo utilizzo. |
| I Bloccavetture (Bumper Cars)  | È possibile fermare in sicurezza un'auto fuori controllo sorpassandola e rallentandola gradualmente?                                           | Confermato (Confirmed) | Il team di costruzione ha appreso delle lezioni di guida prima dell'esperimento: il mito consiste nel fermare la macchina fuori controllo andando davanti alla vettura e fermandola con un rallentamento istantaneo e graduale. Ne è emerso che, a 56 km/h e a 89 km/h, è possibile fermare una macchina con un'azione del genere. Il mito è stato dichiarato confermato quando il team di costruzione ha dimostrato che la tecnica di guida serve anche per fermare una macchina fuori controllo a 120 km/h. Successivamente, è stata provata la tecnica del "panino", ovvero quando due macchine bloccano lateralmente l'auto fuori controllo, costringendola a rallentare e a fermarsi, ed è efficace anche questa tecnica. Per concludere, Grant e Tory hanno provato due tecniche "inventate": il primo ha provato a fermare l'auto fuori controllo con un ancoraggio davanti al paraurti anteriore dell'auto, mentre il secondo ha provato a fermarla infilzando uno sperone nel bagagliaio dell'auto fuori controllo. I risultati sono stati positivi. |

## Paper Armor
- Titolo originale: Paper Armor

## Bikes and Bazookas
- Titolo originale: Bikes and Bazookas

## Newton's Crane Cradle
- Titolo originale: Newton's Crane Cradle

## Walk a Straight Line
- Titolo originale: Walk a Straight Line

## Duct Tape Plane
- Titolo originale: Duct Tape Plane

## Flying Guillotine
- Titolo originale: Flying Guillotine

## Drain Disaster
- Titolo originale: Drain Disaster

## Location, Location, Location
- Titolo originale: Location, Location, Location

### Trama
Episodio speciale

## Wet & Wild
- Titolo originale: Wet & Wild

### Trama
Episodio speciale

## Wheel of Mythfortune
- Titolo originale: Wheel of Mythfortune

## Toilet Bomb
- Titolo originale: Toilet Bomb